# Brian Kidd
Brian Kidd (sinh ngày 29 tháng 5 năm 1949) là một cựu cầu thủ bóng đá và huấn luyện viên bóng đá người Anh, công việc đây nhất của ông là trợ lý huấn luyện viên của Manchester City dưới quyền Pep Guardiola. Kidd từng là trợ lý của huấn luyện viên Manchester United, Sir Alex Ferguson từ năm 1991 đến 1998. Trong vai trò này, ông là người quan trọng trong sự phát triển của một nhóm cầu thủ trẻ được biết đến với cái tên Những chú chim non của Fergie.
Công việc đầu tiên của Kidd với tư cách trợ lý huấn luyện viên của Manchester City là dưới thời huấn luyện viên Roberto Mancini, người đã chuyển Kidd từ huấn luyện viên đội trẻ để trở thành trợ lý huấn luyện duy nhất của mình ấy. Sau một năm, Kidd trở thành đồng trợ lý, cùng với Attilio Lombardo và sau đó là cả với David Platt. Sau sự ra đi của Mancini, Kidd có một khoảng thời gian ngắn với tư cách là huấn luyện viên tạm thời của Manchester City trong hai trận đấu vào cuối mùa giải 2012-13, cũng như chuyến du đấu tại Hoa Kỳ. Dưới sự dẫn dắt sau đó của Manuel Pellegrini, Kidd đảm nhiệm công việc đồng trợ lý huấn luyện viên cùng với Rubén Cousillas.
Khi còn là cầu thủ, ông đã chơi từng cho Manchester United, Arsenal, Manchester City, Everton, Bolton Wanderers, Fort Lauderdale Strikers và Minnesota Strikers.

## Sự nghiệp cầu thủ
Kidd sinh ra ở Collyhurst, Manchester, và bắt đầu chơi cho Manchester United khi còn là một cầu thủ trẻ. Brian Kidd gia nhập lò đào tạo Carrington vào tháng 8 năm 1964. Ông ký hợp đồng chuyên nghiệp với câu lạc bộ chỉ hai năm sau đó. Kidd đã ghi bàn nâng tỉ sổ lên 3-1 vào sinh nhật lần thứ 19 cho Manchester United trong chiến thắng 4–1 trước Benfica trong trận Chung kết Cúp C1 châu Âu 1968. Tổng cộng, ông đã ghi 52 bàn sau 203 lần ra sân cho Manchester United.
Sau khi United xuống chơi tại Football League Second Division năm 1974, Kidd được chuyển đến Arsenal với giá 110.000 bảng Anh Kidd đã ghi bàn trong trận ra mắt đội bóng mới trước Leicester City tại Filbert Street. Sau đó, ông tiếp tục lập một cú đúp trên sân nhà trước Manchester City. Cho đến nay, ông là cây săn bàn hàng đầu của Arsenal trong mùa giải 1974–75, ghi được 19 bàn sau 40 lần ra sân. Trong mùa giải tiếp theo, Kidd ghi một cú hat-trick vào lưới West Ham United trong chiến thắng hủy diệt 6–1 tại Highbury vào ngày 20 tháng 3 năm 1976 . Tổng cộng Brian Kidd đã ghi 34 bàn cho Arsenal sau 90 lần ra sân. Vào tháng 7 năm 1976, ông được bán cho Manchester City với mức phí 100.000 bảng Anh.
Trong thời gian khoác áo Manchester City, Kidd đã ghi ba bàn vào lưới đội bóng cũ Manchester United, trong các trận Derby Manchester bao gồm chiến thắng 3–1 tại Maine Road và trận hòa 2–2 tại Old Trafford trong mùa giải 1977–78. Ông đã chơi 98 trận cho Manchester City, ghi 44 bàn thắng. Sau đó, Kidd chuyển đến "The Toffees" vào tháng 3 năm 1979 với giá 150.000 bảng. Tại Everton, Kidd ghi 12 bàn sau 44 lần ra sân và được tung vào sân trong trận bán kết FA Cup với West Ham United. Kidd sau đó gia nhập Bolton Wanderers vào tháng 5 năm 1980 với giá 110.000 bảng. Kidd đã ghi bàn 13 bàn sau 43 trận khoác áo đội chủ sân Burnden Park. Sau đó, ông được cho mượn tại đội bóng ở Bắc Mỹ là Atlanta Chiefs vào năm 1981. Tại Atlanta Chíe ông có 23 bàn thắng sau 29 lần ra sân.
Vào tháng 1 năm 1982, Kidd chuyển từ Bolton để trở lại Bắc Mỹ thi đấu. Sau đó, ông ký hợp đồng với Fort Lauderdale Strikers và hai năm sau đó là Minnesota Strikers. Ông đã gặt hái được những thành công với cả hai đội bóng, nhưng vào năm 1984, Kidd đã bất ngờ tuyên bố giải nghệ.
Kidd đã ra sân hai lần trong màu áo Đội tuyển bóng đá quốc gia Anh, cả hai đều trong năm 1970.

## Sự nghiệp huấn luyện

### 1984–2008
Năm 1984, Kidd bắt đầu sự nghiệp huấn luyện tại Barrow. Ông có một thời gian ngắn làm huấn luyện viên cho Preston North End trong một số trận đấu vào năm 1986  Kidd sau đó tham gia vào công tác huấn luyện các cầu thủ trẻ trước khi được Sir Alex Ferguson đưa trở lại Manchester United với tư cách là huấn luyện viên đội trẻ vào năm 1988. Trong ba năm tiếp theo, Kidd đã giúp đưa ra một loạt các cầu thủ tài năng như Ryan Giggs và Darren Ferguson. Khi trợ lý của Ferguson là Archie Knox chuyển đến làm việc tại Glasgow Rangers vào mùa hè năm 1991, Kidd được thăng chức lên vai trò trợ lý huấn luyện viên. Ông đã giúp Ferguson dẫn dắt United giành được Cúp liên đoàn  năm 1992, chức vô địch Premier League năm 1993, 2 cú đúp vào các năm 1994 và 1996, cũng như một chức vô địch Premier League khác vào năm 1997.
Kidd rời United để đến dẫn dắt Blackburn Rovers vào tháng 12 năm 1998, thay thế Roy Hodgson, người đã bị sa thải sau khởi đầu tệ hại của Blackburn ở mùa giải khiến họ rơi vào khu vực xuống hạng. Mặc dù Kidd có một khởi đầu đầy hứa hẹn với Rovers khi giành được giải thưởng huấn luyện viên xuất sắc nhất tháng và cũng đã chi gần 20 triệu bảng cho các cầu thủ mới trong bốn tháng đầu nắm quyền, tuy nhiên ông đã không thể cứu vãn đội bóng khỏi cảnh xuống hạng (chỉ bốn năm sau khi vô địch) và Kidd bị sa thải vào ngày 3 tháng 11 năm 1999 khi Rovers đứng thứ 19 ở giải hạng nhất.
Năm 1999, mối quan hệ rạn nứt nảy sinh giữa Kidd và Sir Alex Ferguson sau khi Kidd bị chỉ trích mạnh mẽ trong cuốn tự truyện Management My Life của "Ngài máy sấy tóc". "Fergie" đã rất tức giận khi Kidd còn là trợ lý huấn luyện viên của mình, ông đã đặt câu hỏi về việc ký hợp đồng vào mùa hè năm 1998 với tiền đạo Dwight Yorke. Ferguson đã chỉ trích nhận định về bóng đá của Kidd và viết trong cuốn sách của mình: "Tôi thấy Brian Kidd là một người phức tạp, thường khá bất an, đặc biệt là về sức khỏe của anh ấy." Kidd tỏ ra khó chịu trước cuộc công kích của Ferguson nhằm vào mình và đáp lại bằng cách nói: "Tôi tin rằng Walt Disney đang cố gắng mua bản quyền làm phim cho cuốn sách của ông ta như một phần tiếp theo của Fantasia."
Kidd chuyển đến Leeds United vào tháng 5 năm 2000 với tư cách là huấn luyện viên đội trẻ nhưng được thăng chức làm huấn luyện viên trưởng vào tháng 3 năm 2001 dưới thời David O'Leary sau đó là Terry Venables. Ông rời Leeds vào tháng 5 năm 2003 sau khi Peter Reid được bổ nhiệm làm huấn luyện viên. Trong khi đó, Kidd được bổ nhiệm làm trợ lý cho huấn luyện viên đội tuyển Anh Sven-Göran Eriksson vào tháng 1 năm 2003.. Ông buộc phải kết thúc vai trò này một cách bất đắc dĩ vào tháng 5 năm 2004, chỉ vài tuần trước Euro 2004, do phải phẫu thuật ung thư tuyến tiền liệt . Kidd đã bình phục vào tháng 2 năm 2006. 
.
Vào tháng 8 năm 2006, cựu cầu thủ của United, Roy Keane được bổ nhiệm làm huấn luyện viên của Sunderland và có nhiều thông tin cho rằng Keane muốn Kidd trở thành trợ lý huấn luyện viên của mình tại Sân vận động Ánh sáng. Tuy nhiên, Kidd đã chấp nhận lời đề nghị làm trợ lý cho Neil Warnock tại Sheffield United vài tháng sau khi họ thăng hạng lên Premier League . Sau khi "The Blades" xuống hạng và Warnock từ chức, Kidd vẫn ở lại Bramall Lane dưới sự dẫn dắt của huấn luyện viên mới Bryan Robson (một cựu cầu thủ khác của Manchester United) nhưng đã rời câu lạc bộ sau khi Robson rời đi vào tháng 2 năm 2008.

### 2009–nay
Vào ngày 11 tháng 2 năm 2009, Kidd được bổ nhiệm làm trợ lý cho huấn luyện viên cho Paul Hart tại câu lạc bộ Portsmouth của Premier League . Ông ở lại cho đến tháng 8 năm 2009 khi từ chối một đề nghị hợp đồng mới. Kidd trở thành giám đốc kỹ thuật của Manchester City vào tháng 9 năm 2009, trước khi trở thành trợ lý cho tân huấn luyện viên Roberto Mancini vào ngày 19 tháng 12 năm 2009, sau khi huấn luyện viên Mark Hughes bị sa thải.
Vào tháng 2 năm 2011, Kidd nói rằng ông sẵn sàng hòa giải với Sir Alex Ferguson sau những bất đồng mà hai người đã có vào cuối những năm 1990. Kidd tiết lộ rằng mặc dù không có cuộc điện thoại nào từ Ferguson khi ông đang chiến đấu với căn bệnh ung thư tuyến tiền liệt vào năm 2004, nhưng bây giờ ông đã nói chuyện với Ferguson một cách bình thường sau các trận đấu trở lại.
Trong trận chung kết FA Cup 2011, Manchester City đã giành được danh hiệu lớn đầu tiên trong 35 năm sau khi đánh bại Stoke City với tỷ số 1–0 . Trong mùa giải 2011–12 tiếp theo, Man City đã lên ngôi vô địch giải đấu lần đầu tiên kể từ năm 1968. Trong trận đấu cuối cùng của mùa giải, Man City đã ghi hai bàn trong thời gian bù giờ để đánh bại Queens Park Rangers với tỷ số 3-2 theo một cách kịch tính nhất để giành chức vô địch Premier League (hơn về hiệu số bàn thắng bại so với Manchester United). Cùng với Mancini và huấn luyện viên đội một của Man City, David Platt, Kidd đã chạy ra sân để ăn mừng bàn thắng mang về danh hiệu của Sergio Agüero cho Man City. Kidd từng là huấn luyện viên tạm quyền cho hai trận đấu cuối cùng của mùa giải 2012–13, sau sự ra đi của Mancini  . Kidd trở lại vai trò trợ lý của mình sau khi Manuel Pellegrini được bổ nhiệm  làm huấn luyện viên trưởng. Sau khi Pellegrini rời "nửa xanh thành Manchester", Brian Kidd tiếp tục làm việc người kế nhiệm Pep Guardiola, trước khi rời đi sau mùa giải 2020–21.

## Danh hiệu

### Cầu thủ
- Siêu cúp Anh: 1967.
- UEFA European Champion Club's Cup: 1967-68.

### Huấn luyện viên
- Huấn luyện viên xuất sắc nhất tháng Giải bóng đá Ngoại hạng Anh: tháng 12 năm 1998.